# 萨雷 (法国)
萨雷（法語：Sarrey，法語發音：[saʁɛ]）是法国上马恩省的一个市镇，属于朗格勒区。

## 地理
萨雷（48°0'14"N, 5°25'36"E）面积14.21 平方千米，位于法国大東部大區上马恩省，该省份为法国东北部内陆省份，北起马恩省和默兹省，西接奥布省，西南接科多尔省，东南接上索恩省，东临孚日省。
与萨雷接壤的市镇（或旧市镇、城区）包括：绍富尔、巴西尼地区伊斯、瓦勒德默兹、诺让、潘松莱诺让。

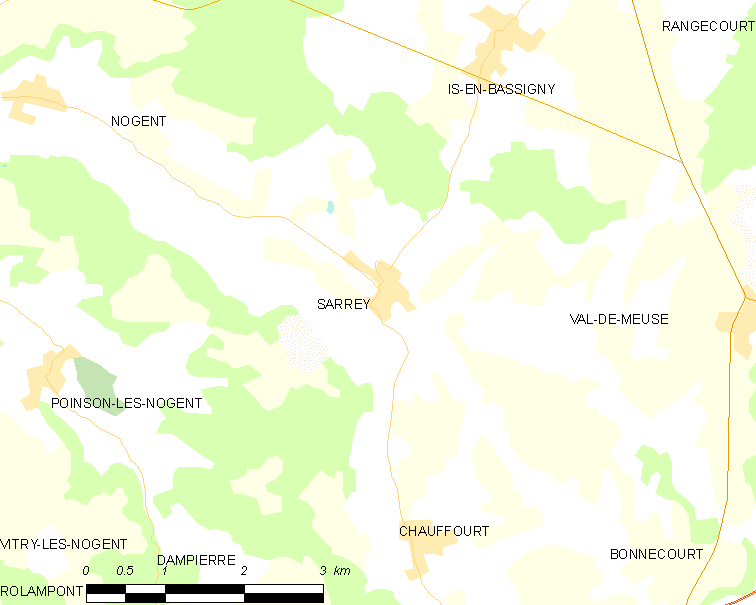
的OSM定位图

萨雷的时区为UTC+01:00、UTC+02:00（夏令时）。

## 行政
萨雷的邮政编码为52140，INSEE市镇编码为52461。

## 政治
萨雷所属的省级选区为波旁莱班县。

## 人口

1962-2008年间人口变化图示

萨雷于2022年1月1日时的人口数量为369人。